# ヴャチェスラフ・ザホヴァイコ
ヴャチェスラフ・ザホヴァイコ（Vjatšeslav Zahovaiko、1981年12月29日 - ）は、旧ソビエト連邦、エストニア、レール出身の元サッカー選手、サッカー指導者。現役時代のポジションはFW。